# Pic Handies
Le pic Handies, en anglais Handies Peak, est un sommet montagneux américain dans le comté de Hinsdale, au Colorado. Il culmine à 4 282 mètres d'altitude dans les monts San Juan. Il est protégé au sein de la Handies Peak Wilderness Study Area, dont il est le point culminant. Il constitue à ce titre le plus haut point relevant du Bureau of Land Management hors de l'Alaska.
Le sommet a été conquis par Franklin Rhoda en 1874.

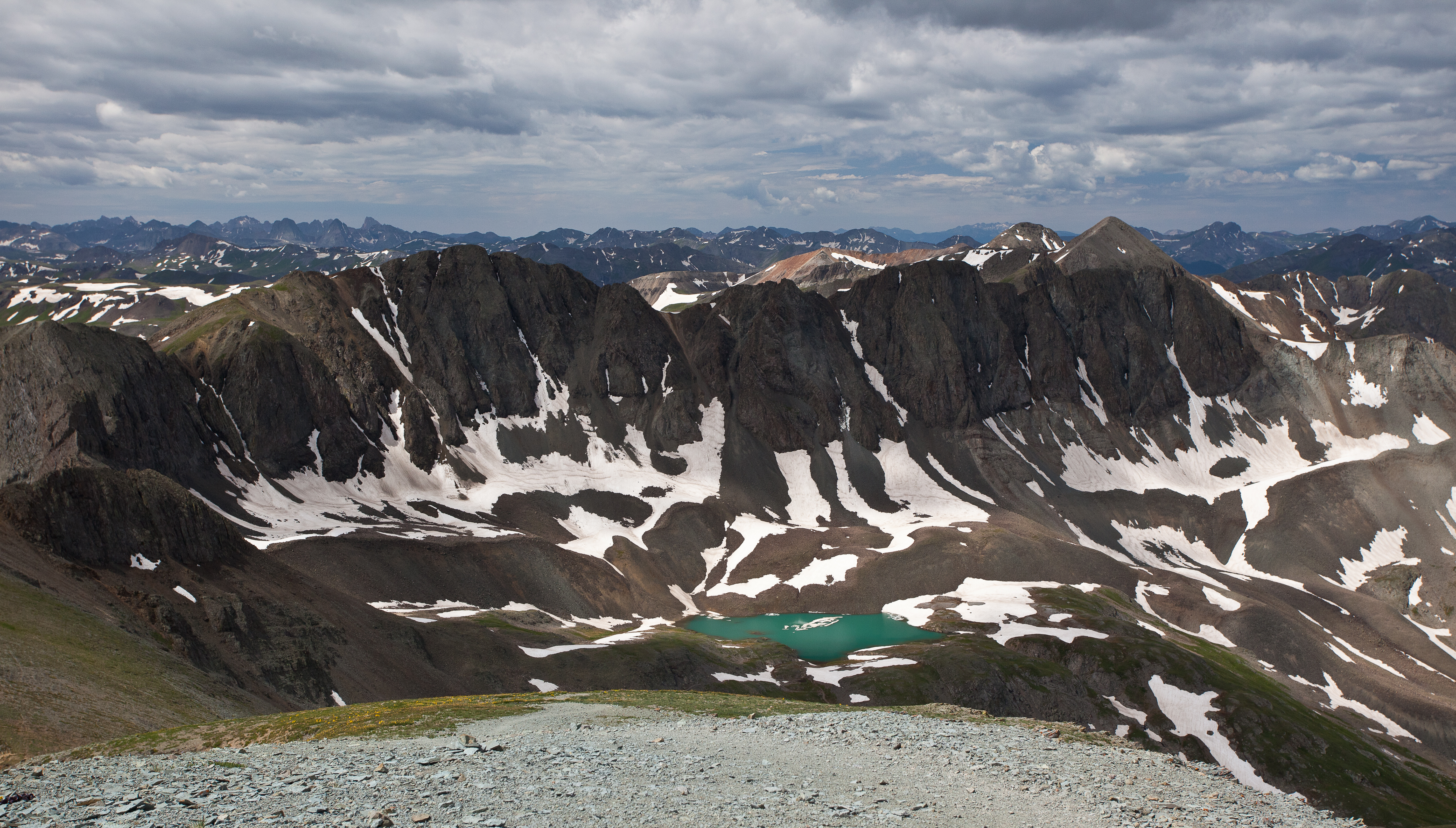
Vue depuis le sommet.